# 김성민 (범죄인)
김성민(1982년 ~ )은 2016년 강남역 살인 사건의 범인이다.
2016년 5월 17일 서울특별시 서초구 서초대로77길 48 남경빌딩의 남녀공용 화장실에서 불특정 여성 하모(23세)를 칼로 수차례 찔러 살인했다. 대법원은 2017년 4월 13일 상고심에서 살인범 김성민에게 징역 30년을 선고한 원심을 확정했다.

## 같이 보기
- 2016년 강남역 살인 사건
- 김성수